# Quận Burleson, Texas
Quận Burleson (tiếng Anh: Burleson County) là một quận trong tiểu bang Texas, Hoa Kỳ.
Hạt Burleson (/ bɜːrlᵻsən / BUR-li-sən) là một quận nằm ở bang Texas của Hoa Kỳ. Theo điều tra dân số năm 2010, dân số là 17.187 người. Quận lỵ của nó là Caldwell. Quận được đặt tên theo Edward Burleson, một tướng và chính khách của cuộc Cách mạng Texas.
Quận Burleson là một phần của khu vực thống kê đô thị TX College Station-Bryan.